# 黃易 (篆刻家)

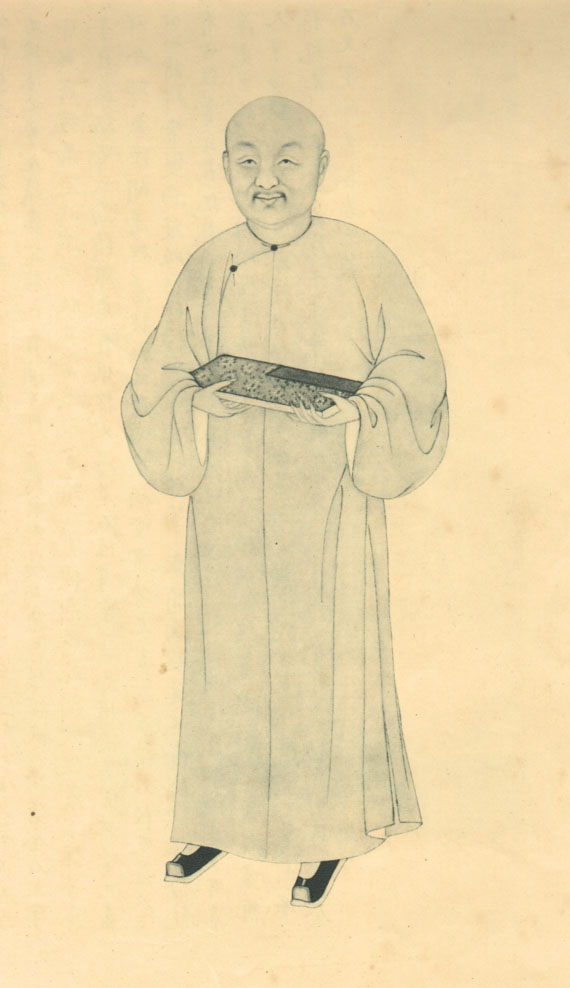
《清代學者像傳》之黄易

黄易（1744年—1802年），字大易、大业，号小松、秋庵（秋盦）、秋影庵主、莲宗弟子、散花滩人等，亦称黄九。浙江仁和（今浙江杭州）人。清朝金石学家、篆刻家、书法家。历任兖州府、济宁府运河同知、护理运河道等官，精于金石碑版考证。他重新发现了山东武氏祠，并对其做了保护。

## 生平
出身于书香门第，其父黄树谷，其母梁瑛（1707-1795）是其父继妻，黄易排行老三。八岁（1751年）时其父黄树谷去世，被迫辍学，其长兄黄庭则到楚北一带为幕，十五岁（1758）时随兄幕游历楚地。黄易二十一岁时，兄黄庭因受连累被贬，戍轮台，后客死于塞外。1764年，黄易自楚地回乡，次年春至固安开馆授徒，后又至武冈开私塾授徒。约乾隆三十七年（1772）前后，黄易跟随郑制锦为幕僚，随幕辗转各地。在期间结识了翁方纲、汪启淑等著名学者。
乾隆三十九年（1774），因平定金川再开川运军粮事例至四十一年正月三十日为满，黄易缘此得官山左主簿，以从九品捡发东河。1777年，时年三十四岁的黄易至北京领官，由此进入了北京的学术圈和官僚圈。其后又升至奉政大夫（正五品衔）护理运河道的运河同知。乾隆五十年（1785）任兰仪同知。乾隆五十四年（1789）至乾隆六十年（1795）任山东济宁运河道同知。在任运河通判的1786年，他主持发掘了嘉祥县紫云山的东汉武氏祠，并与翁方纲等人共同重修了祠堂，对其做了保护。
乾隆六十年（1795），时年五十二岁的黄易因母梁瑛去世辞职回乡丁忧。次年返回山东后，利用丁忧期间，于嘉庆元年（1796）秋及嘉庆二年（1797）初走访洛阳、嵩山、泰山等地，进行访碑活动。在此期间的过程写成了《嵩洛访碑日记》及《嵩洛访碑图》。
嘉庆二年（1797）丁忧服满，继续作为运河官员。嘉庆六年（1801）任济宁运河同知护理道员。嘉庆七年（1802年）二月二十三日于任上病逝，时年五十九岁。

### 学术活动
他师事丁敬，与之合称“丁黄派”。西泠八家之一，丁敬、蒋仁、黄易、奚冈四人称为前四家。篆刻较丁敬又有创新，有“蒋仁尚拙，黄易尚巧”之说。他的“小心落墨、大胆奏刀”，深得个中三昧。著有《小蓬莱阁金石文字》、《小蓬莱阁金石目》、《秋盦遗稿》、《嵩洛访碑日记》、《秋影庵主印谱》等。书法最精隶书，结体参钟鼎法，颇古雅。

## 篆刻作品舉例

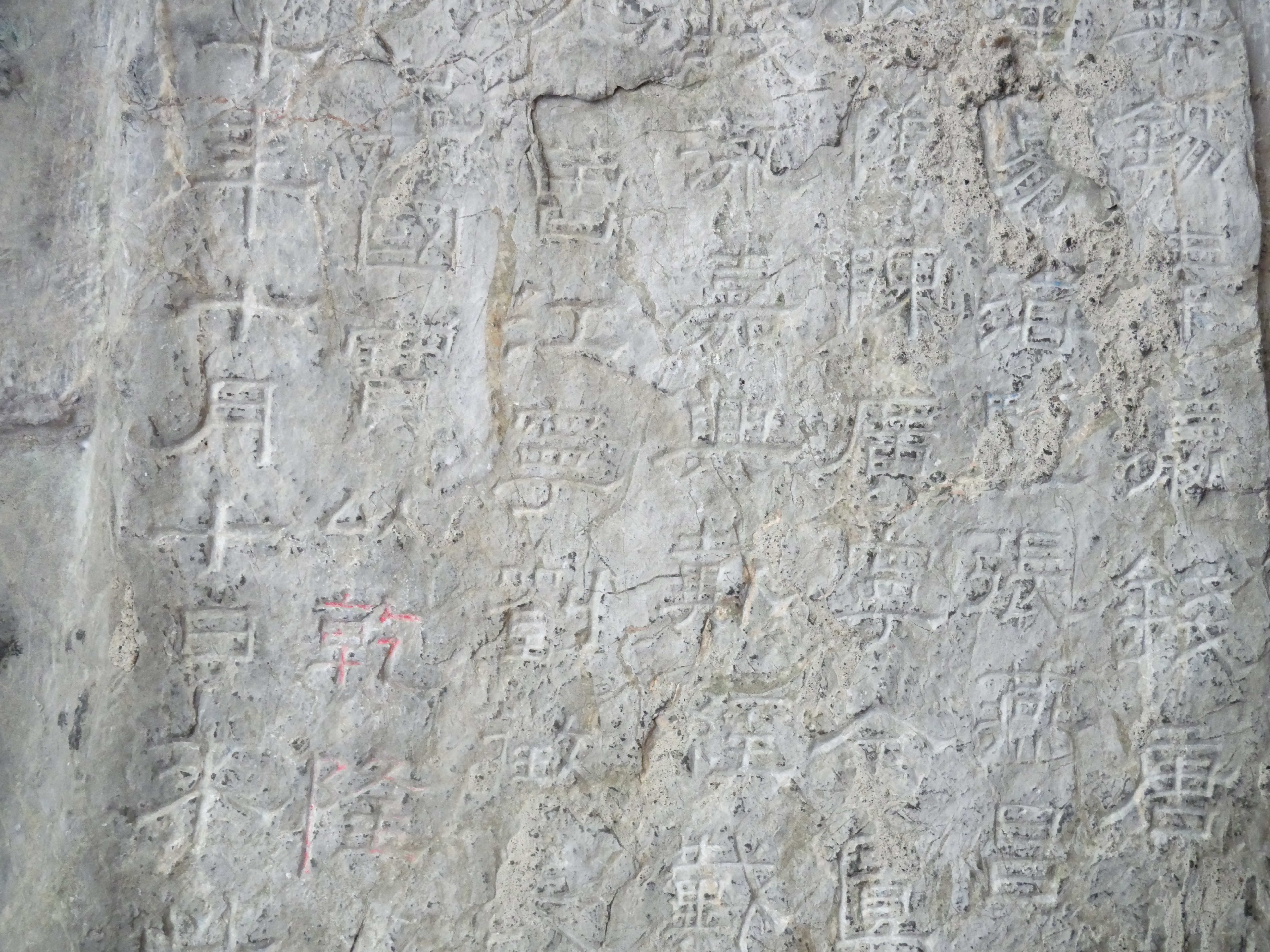
杭州南高峰下水樂洞黃易等人題名，“錢唐黃易”

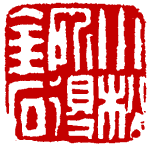
小松所得金石
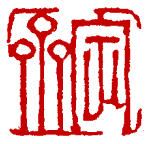
定齋
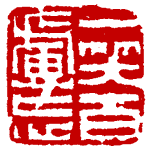
一笑百慮忘
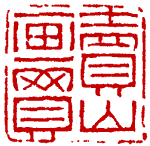
賣画買山
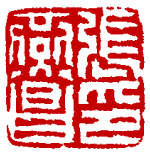
張燕昌印
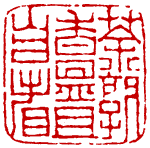
茶熟香溫且自看

## 家庭
- 父诗人黄树谷（字培之，号松石、景山），与宗室永璥交往。